# Myrsine latifolia
Myrsine latifolia är en viveväxtart som först beskrevs av Hipólito Ruiz López och Pav., och fick sitt nu gällande namn av Sprengel. Myrsine latifolia ingår i släktet Myrsine och familjen viveväxter. Inga underarter finns listade i Catalogue of Life.